# Stenopogon utahensis
Stenopogon utahensis là một loài ruồi trong họ Asilidae. Stenopogon utahensis được Bromley miêu tả năm 1951. Loài này phân bố ở vùng Tân Bắc giới.